# Син-Эгота (станция)
Станция Син-Эгота (яп. 新江古田駅 син эгота эки) — железнодорожная станция на линии Оэдо расположенная в специальном районе Накано, Токио. Станция обозначена номером E-34. На станции установлены автоматические платформенные ворота.

## Планировка станции
Одна платформа островного типа и два пути.
| 1 | ○ Линия Оэдо | Тотёмаэ, Роппонги, Даймон |
| 2 | ○ Линия Оэдо | Нэрима, Хикаригаока       |

## Окрестности станции
- Колледж Искусств университета Нихон
- Университет Мусаси

## Близлежащие станции
| «                     |  | Линия      |  | »      |
| --------------------- |  | ---------- |  | ------ |
| Отиай-Минами-Нагасаки |  | Линия Оэдо |  | Нэрима |